# Lieb Vaterland magst ruhig sein
Lieb Vaterland magst ruhig sein ist eine 1975 entstandene, deutsche Verfilmung eines Romans von Johannes Mario Simmel. Unter der Regie von Roland Klick spielen Heinz Domez, Catherine Allégret, Günter Pfitzmann und Georg Marischka in diesem zur Zeit des Kalten Kriegs spielenden Ost-West-Drama die Hauptrollen.

## Handlung
West-Berlin 1964. Exakt drei Jahre liegt nun der Bau der Berliner Mauer zurück, die die Stadt durchschneidet und Familien und Freunde brutal voneinander getrennt hat. Allmählich hat sich der Alltag eingestellt. Diese scheinbare „Normalität“ bringt Touristen aus aller Herren Länder in den Westen Berlins, die zum „Gruseln“ auch an die Mauer gefahren werden und den „antifaschistischen Schutzwall“ zu einem ganz normalen Teil einer Stadtrundfahrt und Besichtigungstour reduziert – mit Blick auf die kommunistischen Bewacher, die auf den Dächern der Ostseite der geteilten Stadt das Treiben im Westen Berlins genau beobachten, inklusive. Ausgerechnet an diesem Jahrestag, wo die DDR-Stellen in höchster Alarmbereitschaft sind und alle Kräfte in Richtung Grenzübergänge wie auch Checkpoint Charlie abgestellt wurden, ist mal wieder eine Reihe von DDR-Bürgern vollkommen unbemerkt durch einen Tunnel vom Osten in den Westen der Stadt entkommen. Die freie Welt jubiliert, die westliche Presse lacht über das Schnippchen, das man der DDR geschlagen hat, während in Ost-Berlin die Wut bei den SED-Oberen ihren Siedepunkt erreicht. Drahtzieher dieser erneut gelungenen Fluchthilfe ist der schwergewichtige Otto Fanzelau, der neben seinem eigentlichen Beruf einer ganz besonders gefährlichen Tätigkeit nachgeht: Er ist Fluchtorganisator und hilft auf mannigfaltige Weise verzweifelten Ost-Berlinern und DDR-Bürgern, den Eisernen Vorhang hinter sich zu lassen.
Nun aber reicht es der SED-Führung. Die Stasi hat längst Wind von Fanzelaus Aktivitäten bekommen und möchte dem Mann, der in ihren Augen die Souveränität des sozialistischen Staates untergräbt und den Sozialismus international zum Gespött macht, ein für alle Mal das Handwerk legen. Stasi-Offizier Wieland verlangt von dem Ost-Berliner Kripobeamten Bräsig, ihm einen geeigneten Mann für eine Spezialoperation zur Verfügung zu stellen. Wieland sucht den einschlägig bekannten Kleingauner Bruno aus, der nun von Ost-Berlin auf konspirative Weise in den Westen geschickt wird, um sich in die Fluchthelferorganisation einzuschmuggeln. Ziel dieser Operation ist es, Otto Fanzelau zu entführen und nach Ost-Berlin zu verschleppen, wo die Stasi-Schergen sich ihn vorknöpfen wollen. Doch kaum im Westen angekommen, gibt Bruno sich den dortigen Behörden zu erkennen. Er will sich absetzen, nicht mehr in die DDR zurückkehren und benötigt für einen Neubeginn die Hilfe des Westens. Bruno vertraut sich dem Kripo-Mann Prangel an und unterbreitet diesem einen Deal: „Ich will Ihnen ein klares Geschäft vorschlagen: Ich liefere Ihnen einen heißen Tipp und Sie verschaffen mir, was ich für einen Neuanfang brauch. Ich will hier bleiben, im Westen“.
Kriminalrat Prangel geht auf den Vorschlag ein. Die Versuchung, mit Bruno einen DDR-Agenten umdrehen zu können, der nun für die Westseite arbeitet, ist zu verlockend, zumal Bruno ihm den Grund seiner Entsendung nach West-Berlin verrät: eine politische Entführung und zwar die Fanzelaus. Prangel nimmt Kontakt mit Fanzelau auf und bittet ihn, zum Schein auf die geplante Entführung seiner Person einzugehen, da man auf diese Weise an die Stasi-Oberen herankommen will. Der ist aber alles andere als begeistert. Um Bruno bei der Stange zu halten, holt man sogar seine Freundin aus dem Osten: In einer dramatischen, nächtlichen Aktion kann die junge Frau aus dem tiefdunklen Grenzgewässer gefischt werden, kurz bevor NVA-Grenzler auf sie schießen können.
Nun aber geraten die Dinge außer Kontrolle, und Bruno, der keinerlei Erfahrungen als Doppelagent besitzt, sitzt zwischen sämtlichen Stühlen. Die Amerikaner wollen nämlich nach Brunos Offenbarung diesen nicht einfach so gehen lassen und machen Druck. Prangel gibt diesen an Bruno weiter: Er solle zunächst weiterhin als Doppelagent arbeiten! Durch die vorgetäuschte und erst im letzten Moment scheiternde „Entführung“ Fanzelaus soll versucht werden, einiger der Topleute der Gegenseite habhaft zu werden, am besten sogar Bräsigs. Bruno erkennt den Wahnsinn, in den er da geraten ist, verzweifelt immer mehr und fürchtet, nicht zu Unrecht, um sein Leben. Prompt geht auch alles schief. Jetzt kann er sich nur noch auf seinen West-Kumpel Oskar Knargenstein, genannt „Knarge“, mit dem er früher so manches krummes Ding gedreht hatte, verlassen.

## Produktionsnotizen
Die Dreharbeiten zu Lieb Vaterland magst ruhig sein begannen am 12. August 1975 in Berlin (West). Die Uraufführung erfolgte am 26. März 1976. Die Fernseh-Erstausstrahlung fand am 24. Januar 1985 in ZDF statt. Simmels Vorlage wurde deutlich entschlackt und für den Film um zahlreiche Passagen gekürzt.
Götz Heymann entwarf die Filmbauten, Ingrid Zoré die Kostüme. Für die Pyrotechnik zeichnete Erwin Lange verantwortlich.
Mit Lieb Vaterland magst ruhig sein endete die kontinuierliche Verfilmung von Simmel-Romanen, die 1970 mit Und Jimmy ging zum Regenbogen begonnen hatte.

## Auszeichnungen
- Bundesfilmpreis 1976: Filmband in Gold für Kameramann Jost Vacano
- Der Film erhielt das Prädikat Besonders Wertvoll

## Kritiken
„Würde er den Roman noch einmal schreiben, sagte der 2009 verstorbene Bestsellerautor Simmel, würde er sich an Roland Klicks Drehbuch halten. Es reduzierte die ausufernde Vorlage, lieferte aber ein detailreiches Zeitporträt, dem man ein paar Klischeefiguren nicht übel nimmt.“

„Effektvoll inszenierter Action-Film nach einem Simmel-Roman, der jedoch durch politische Phrasen und penetrante Sentimentalität verärgert.“